# بادن-بادن

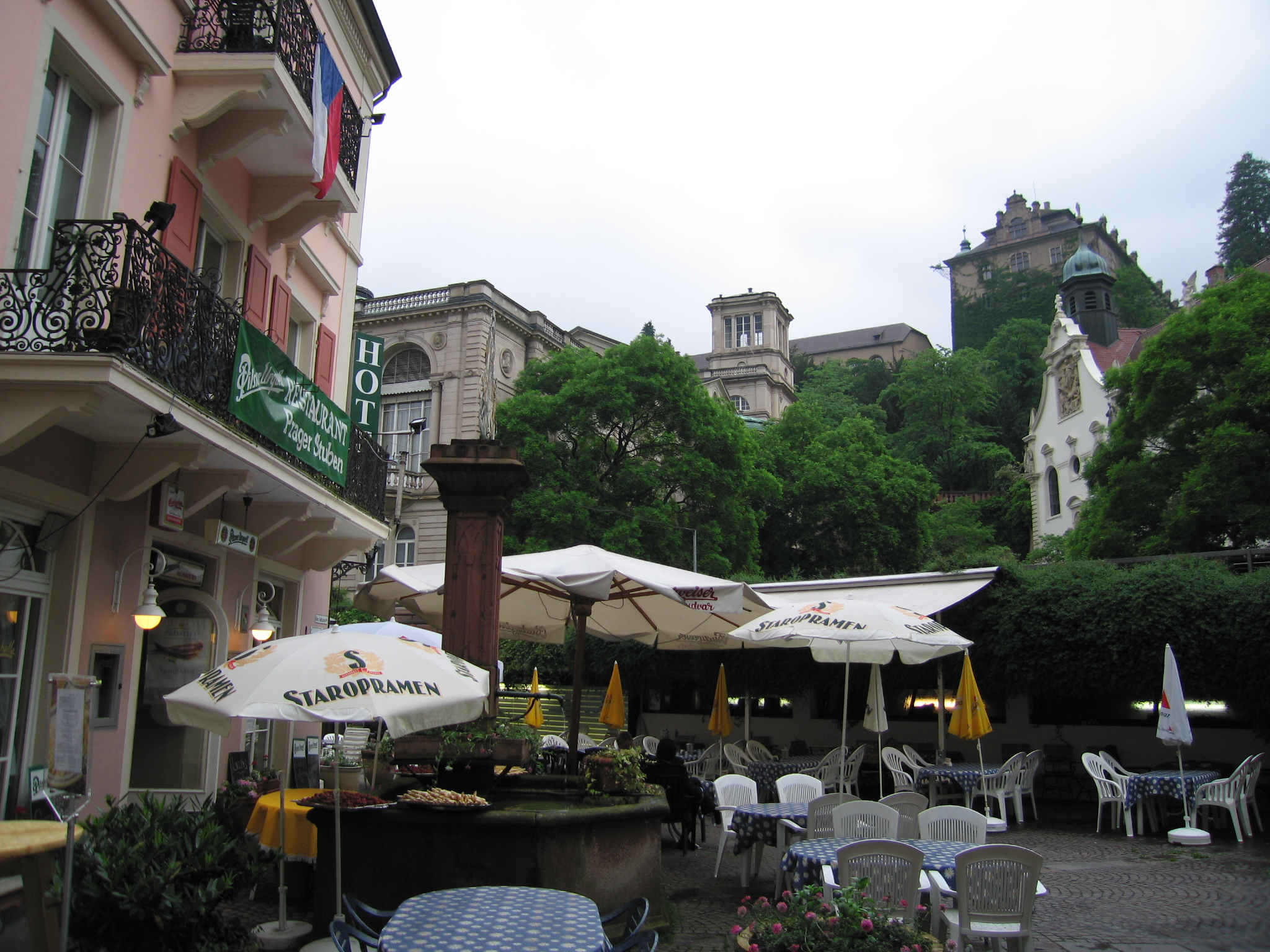
بادن-بادن

بادِن-بادِن (به آلمانی: Baden-Baden) شهری است در ایالت بادن-وورتمبرگ آلمان.
شهر بادن بادن در کوهپایه غربی جنگل سیاه و در کرانه رود اوس (Oos) در منطقه کارلسروهه قرار گرفته است.

## نگارخانه

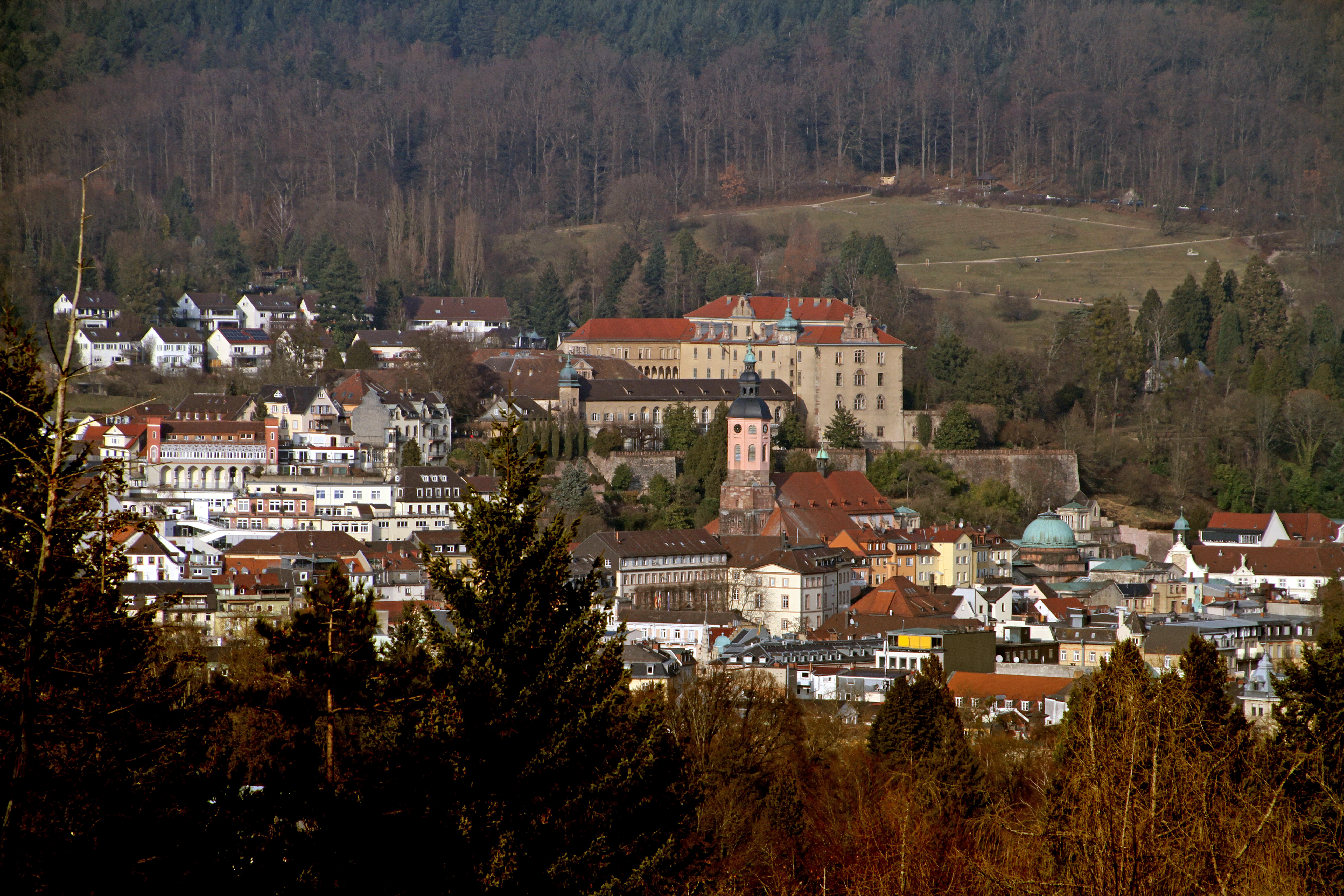
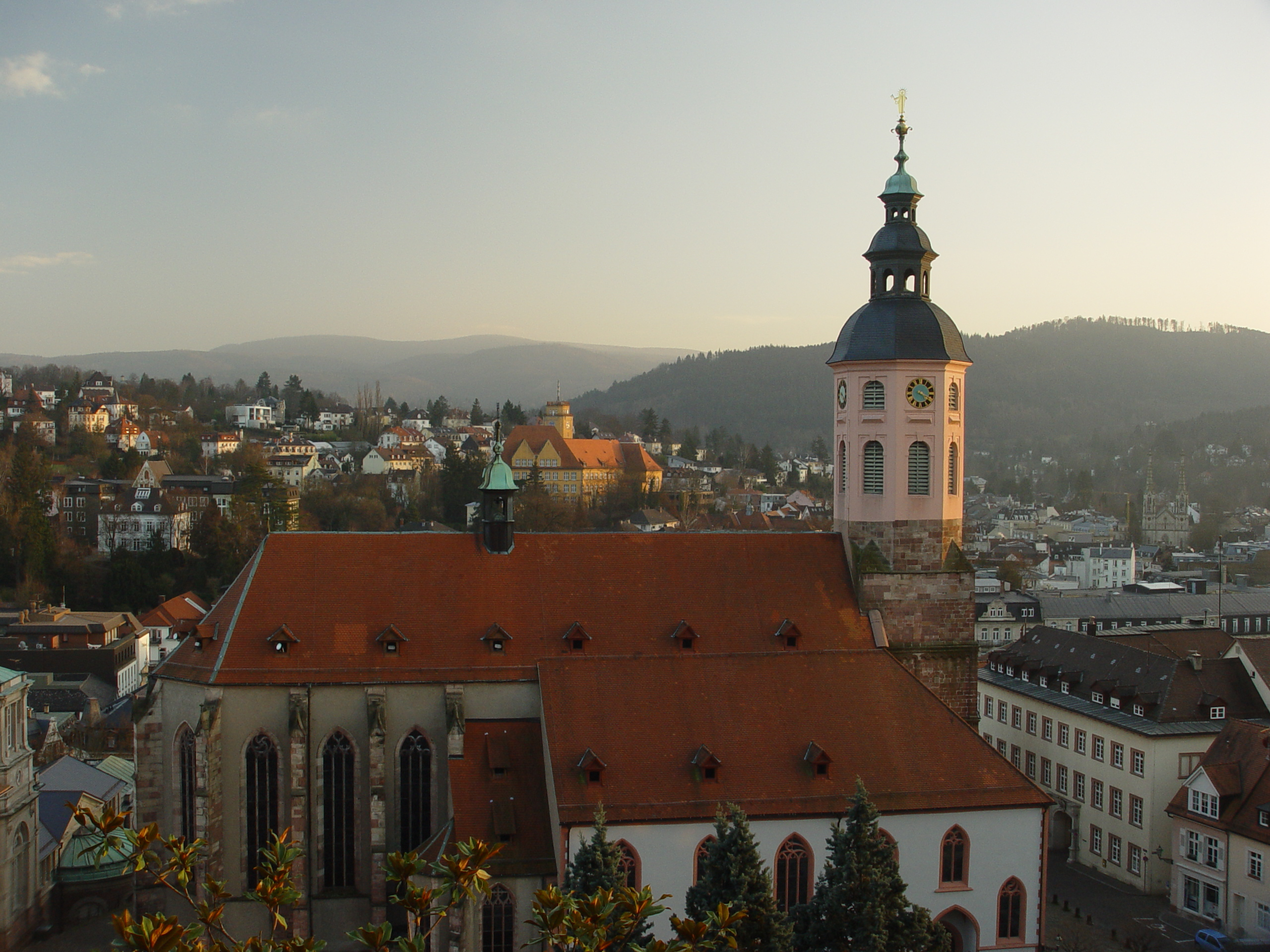
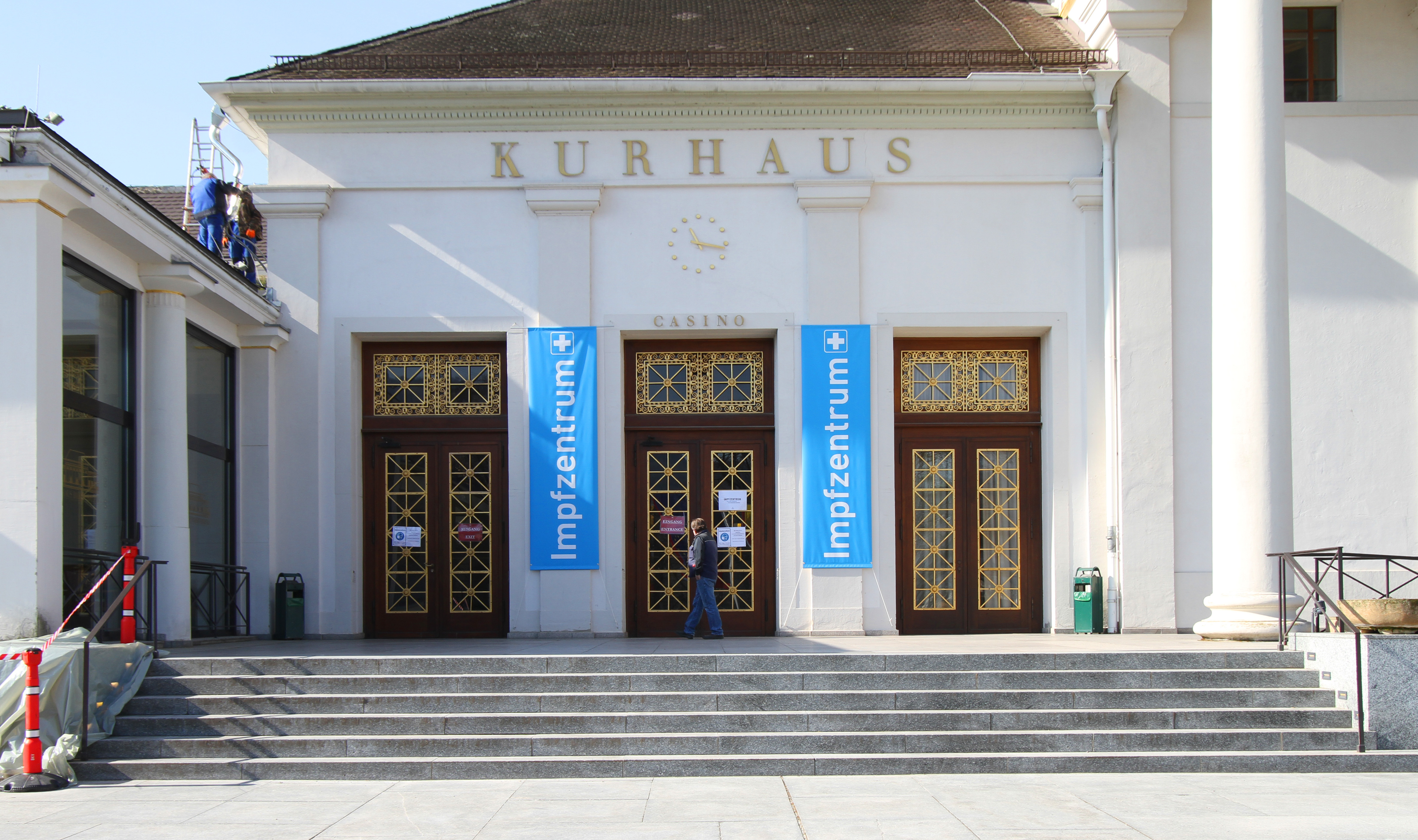
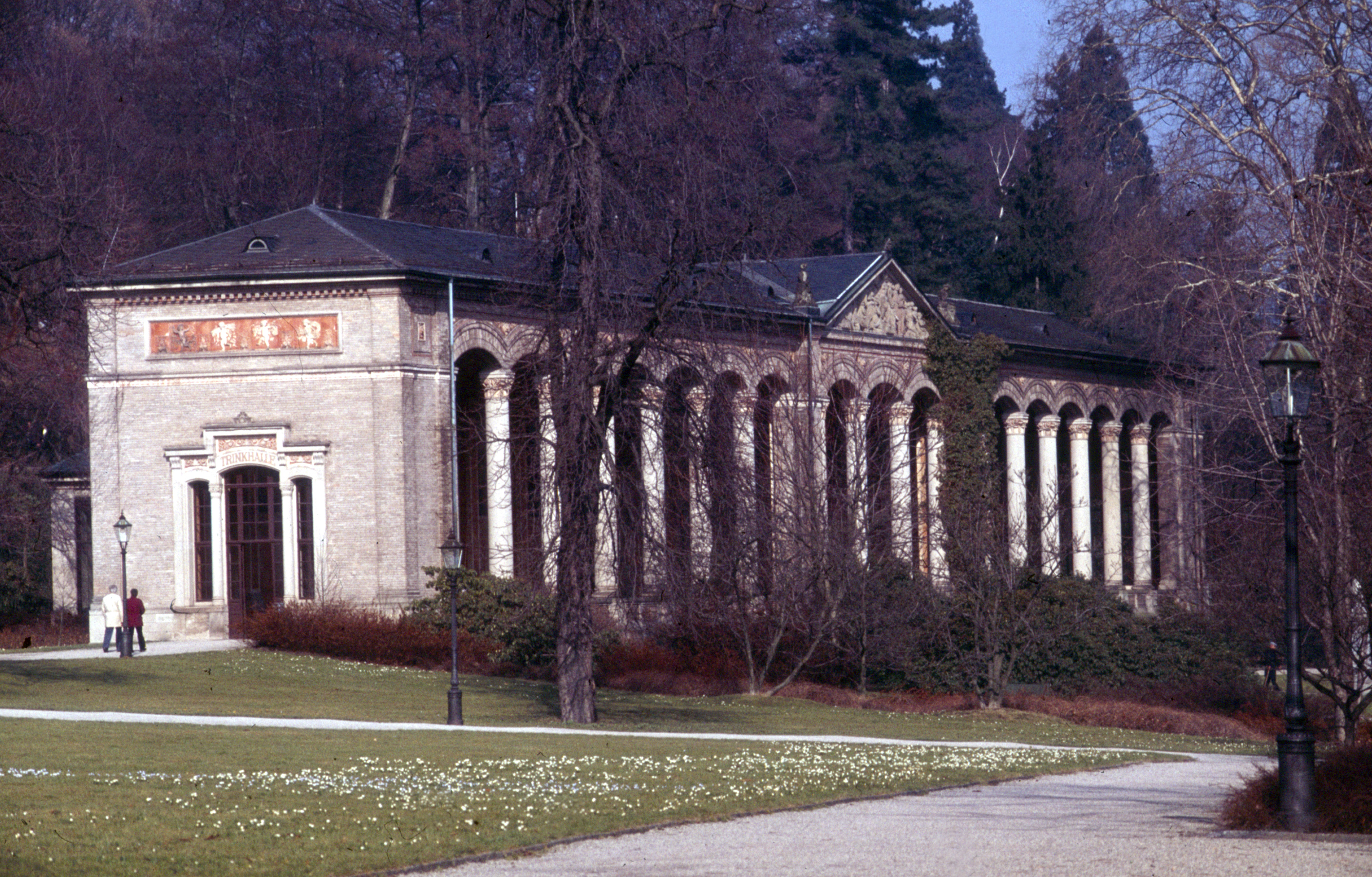
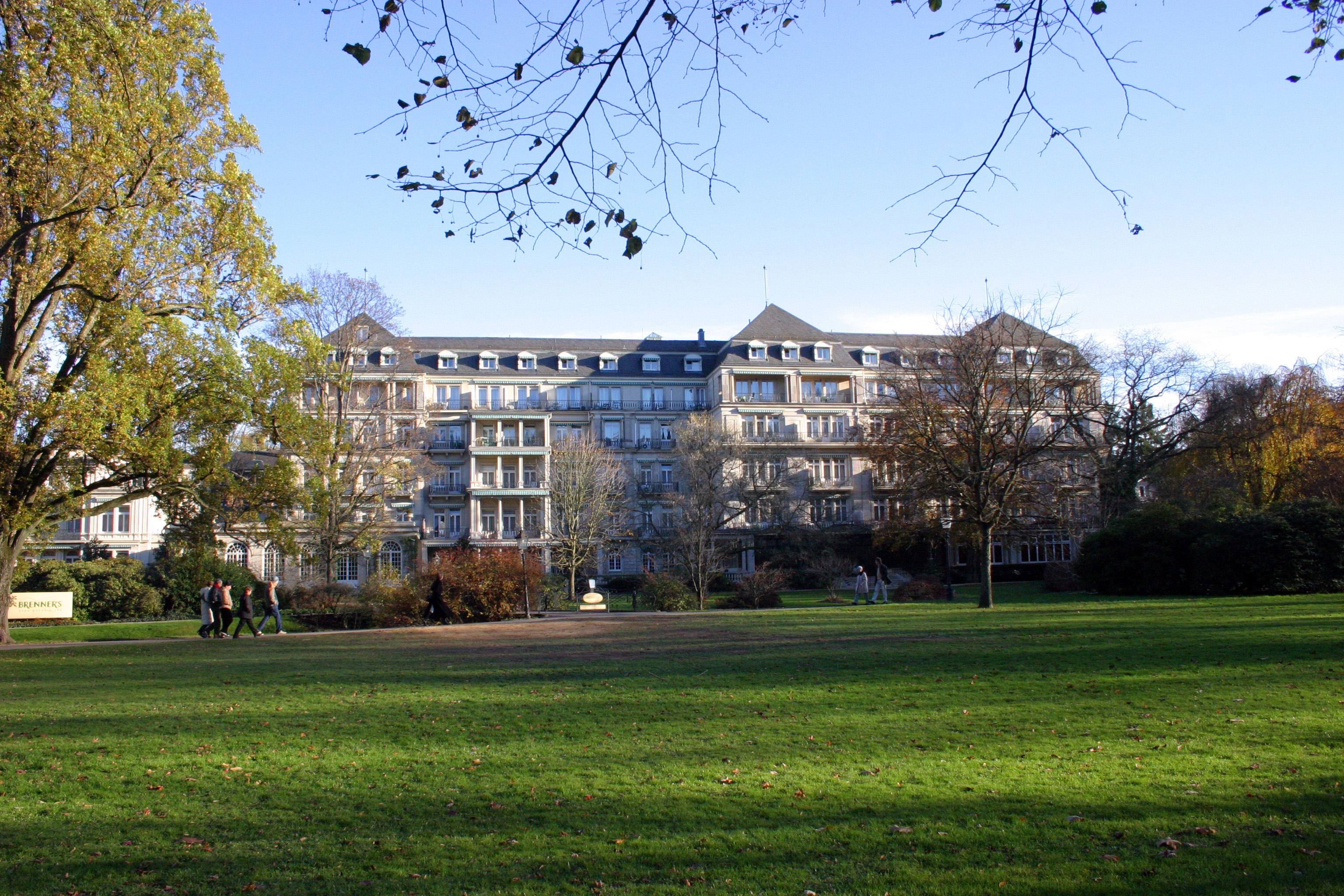
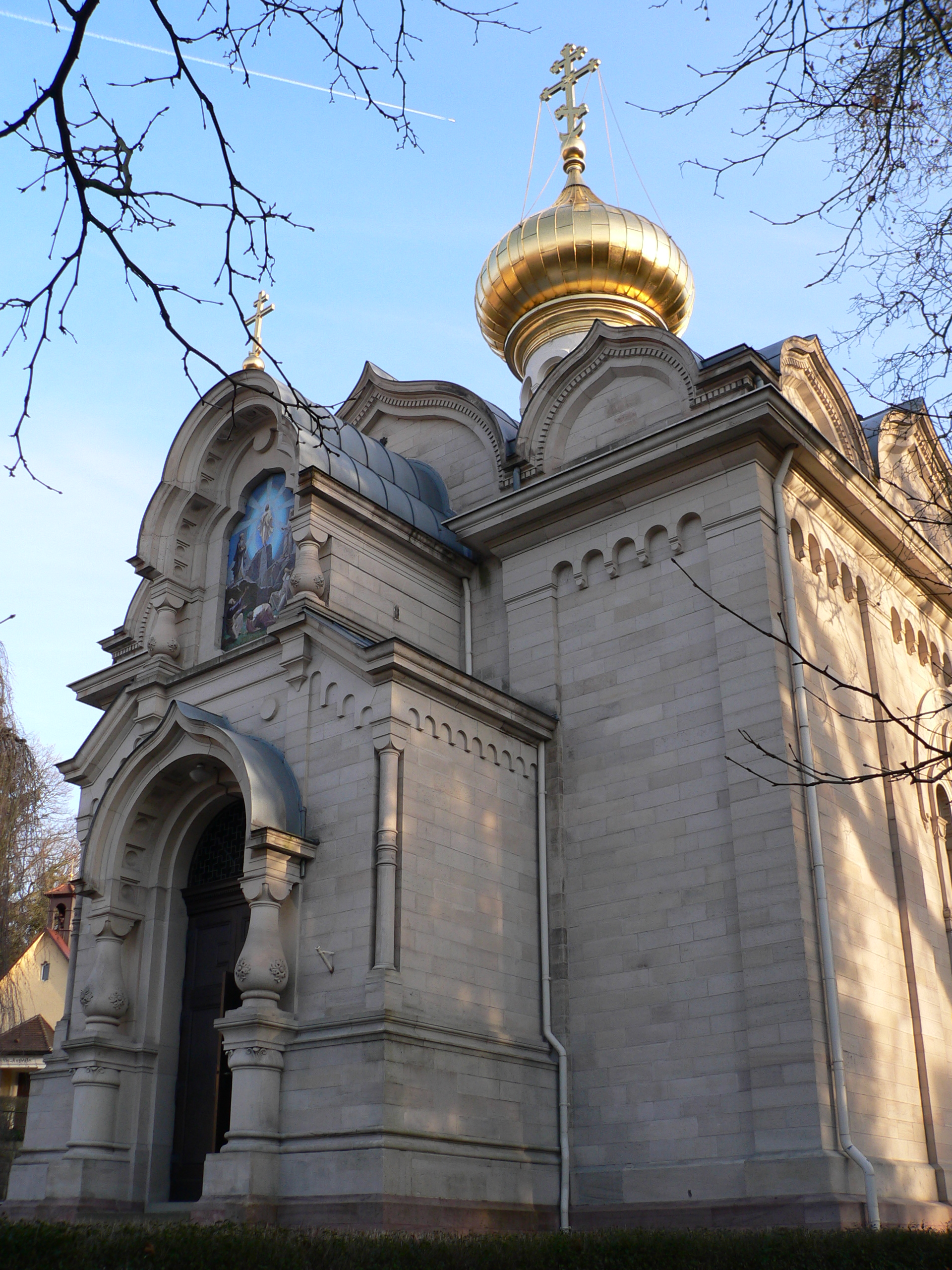
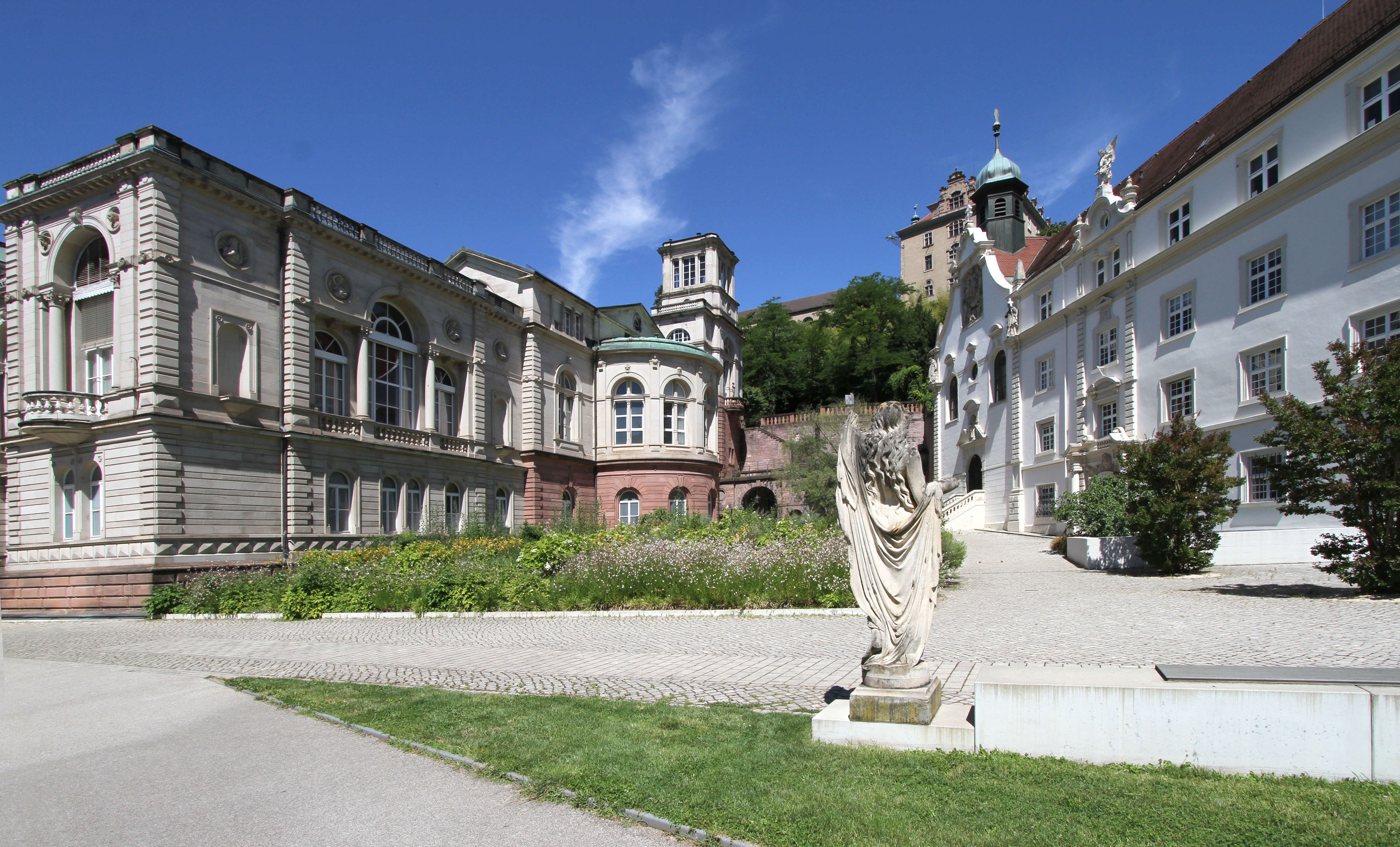
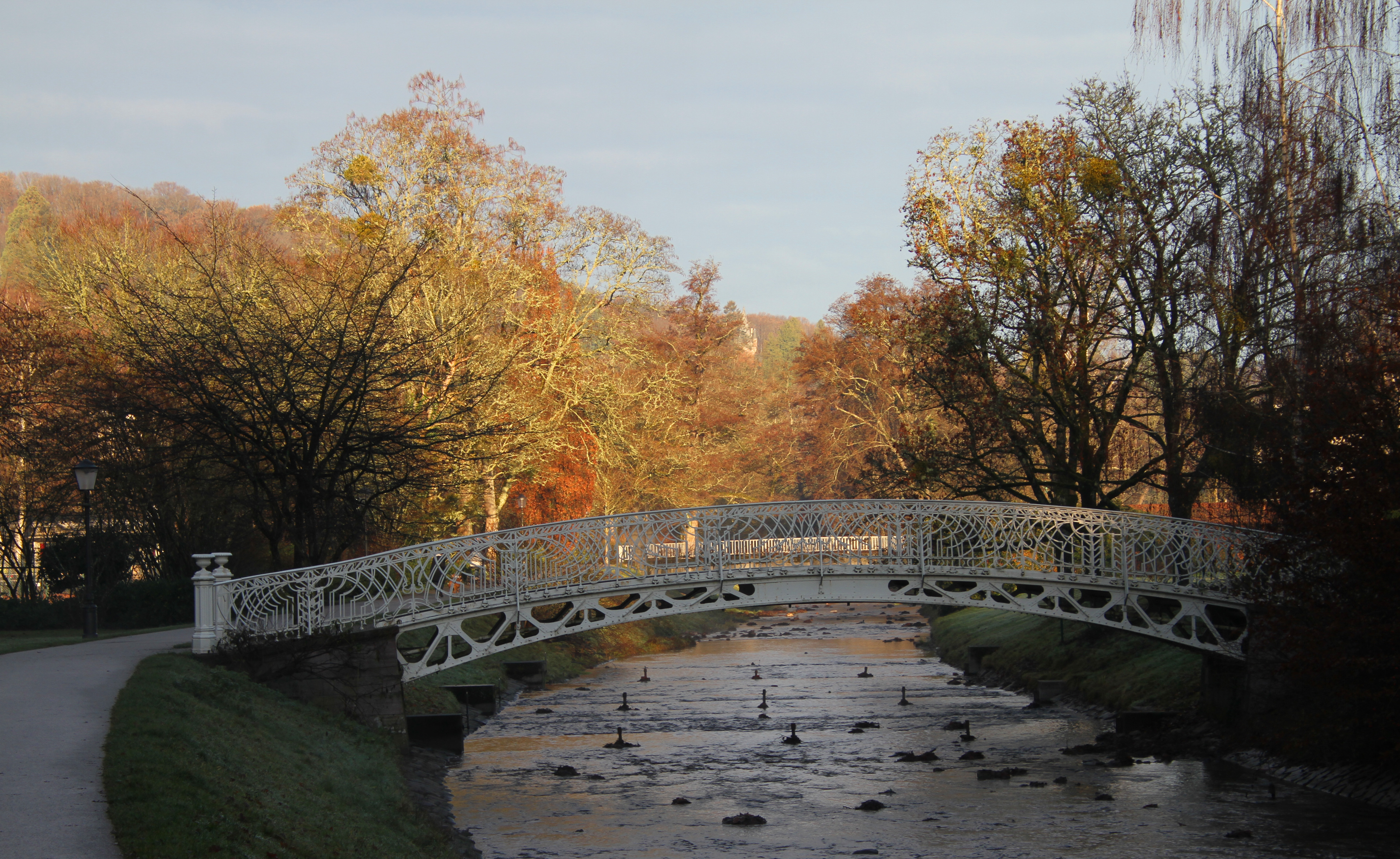
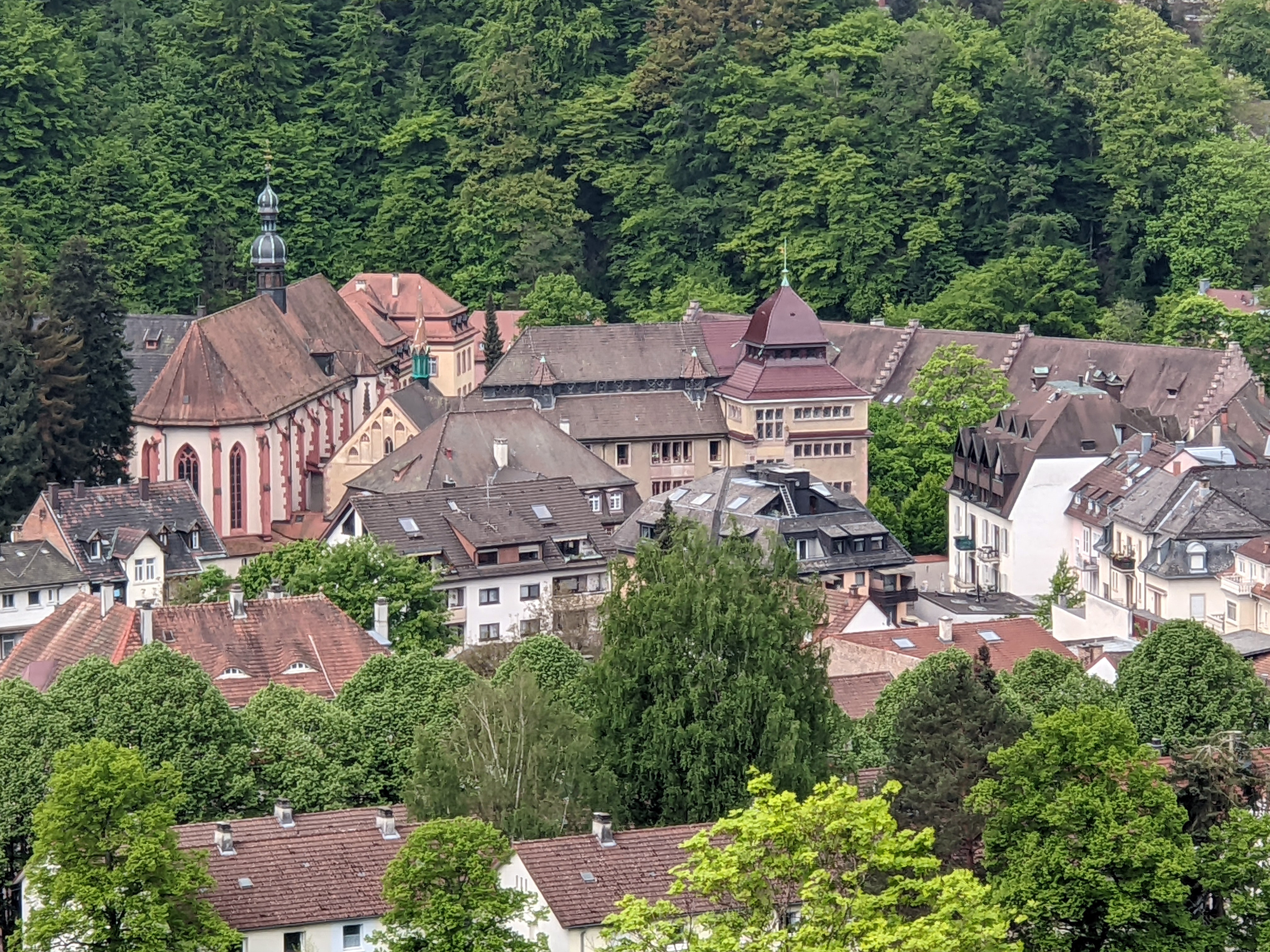
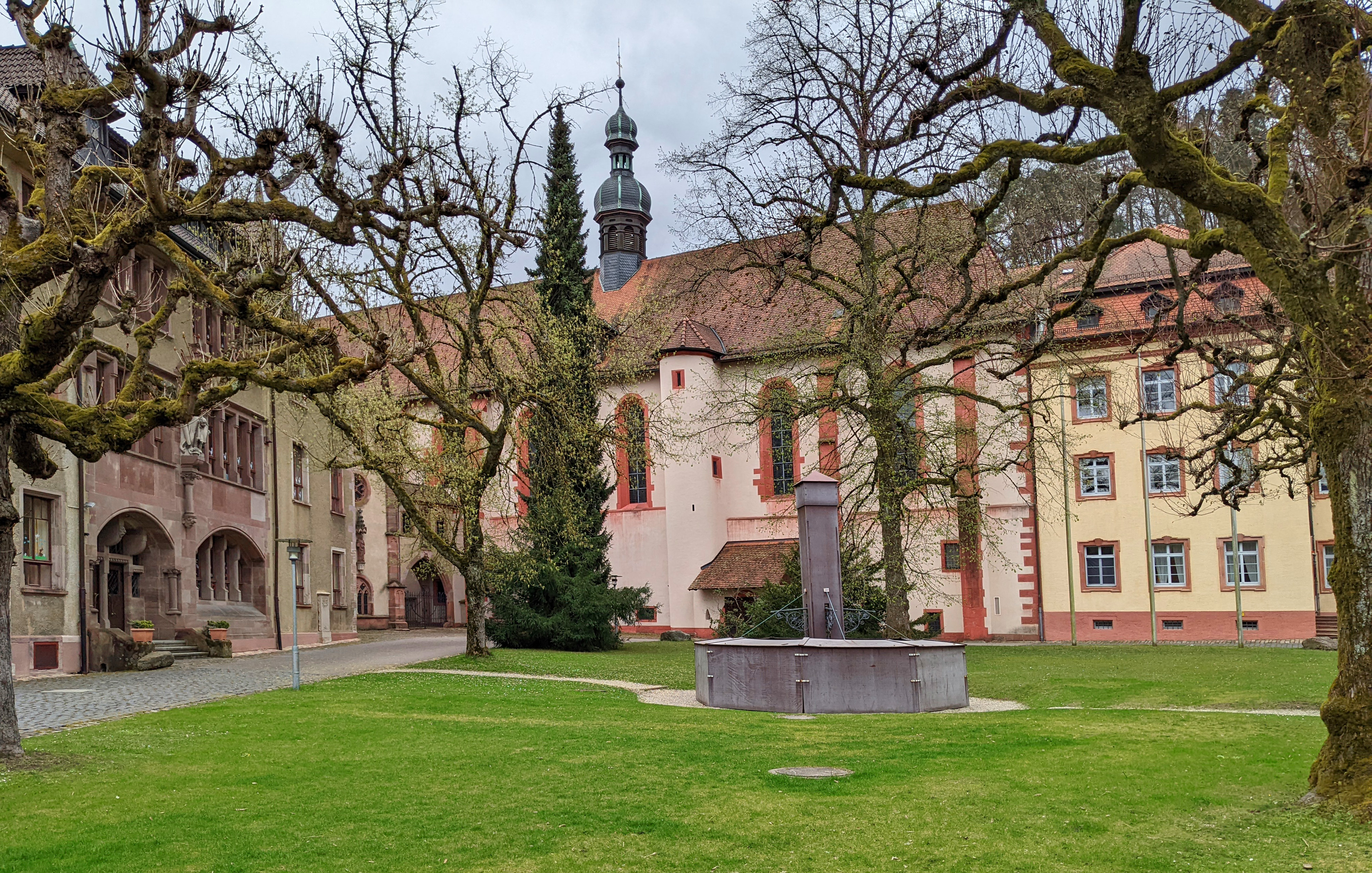